# Kokning (avrättningsmetod)

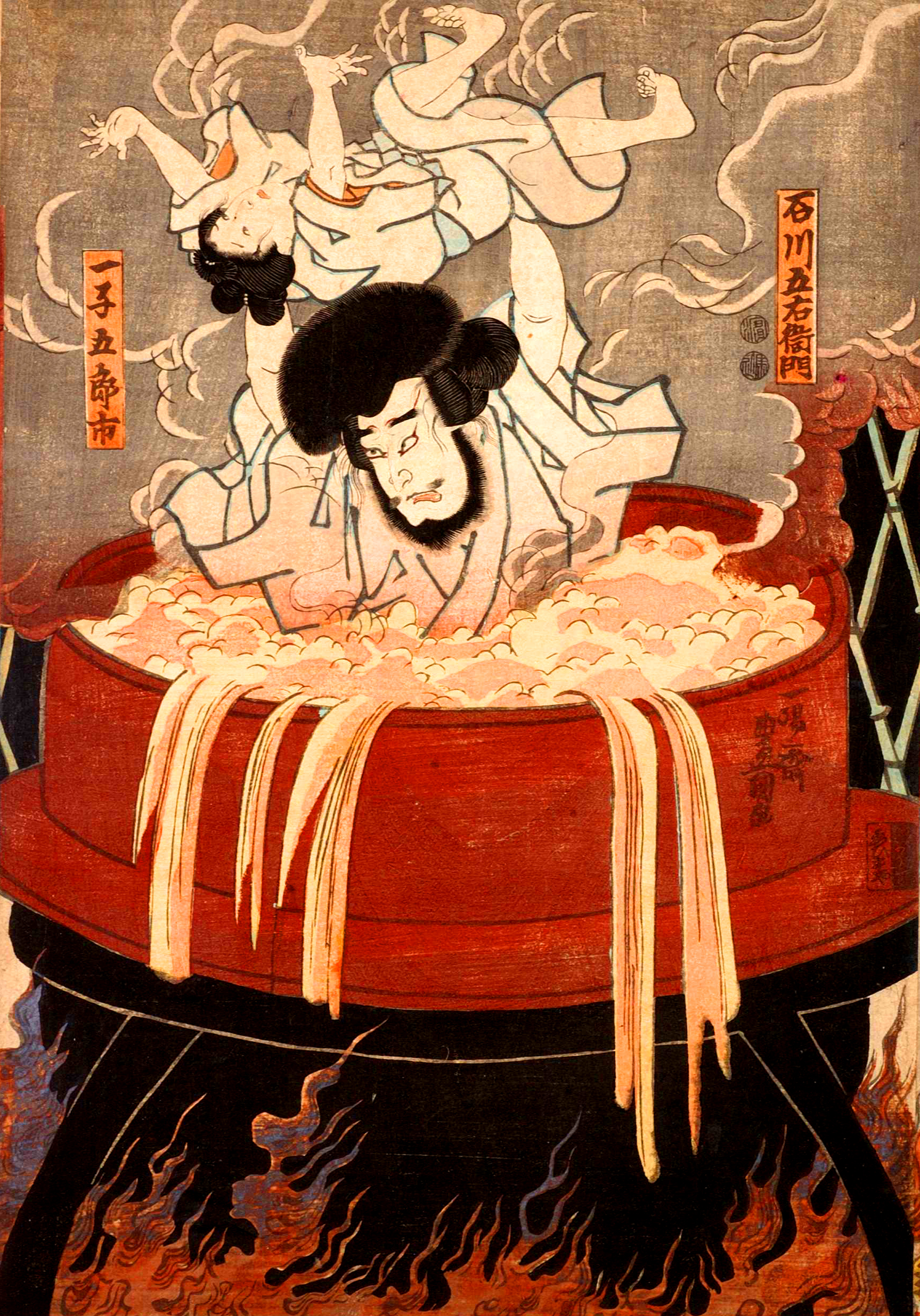
Illustration som visar hur Ishikawa Goemon avrättas genom att kokas levande efter ett mordförsök på Toyotomi Hideyoshi.

Avrättning genom kokning är en avrättningsmetod, huvudsakligen historisk men använd i viss utsträckning även av diktaturregimer under modern tid (bland annat Idi Amin i Uganda). Offret sänks antingen ned i ett kärl med kallt, ljummet eller redan uppkokat vatten. Oavsett tillvägagångssätt kan döden enligt vittnesmål dröja flera timmar eller mer. 
Metoden användes som straff för förfalskning och bedrägeri under medeltiden och enligt tveksamma källor av Djingis khans bundsförvant och nemesis Jamuka för den tidigares generaler efter en seger vid Dalun-Boldak omkring 1200. Avrättning genom kokning infördes 1531 som avrättningsmetod (Statute 22) för giftmördare av det engelska parlamentet under Henrik VIII, men avskaffades efter hans död 1547. Metoden användes även vid samma tidpunkt i Mugalriket och Japan samt påstås ha varit en av despoten Ranavalona I av Madagaskars mest omtyckta sätt att straffa förföljda kristna.
Senast 2002 anklagade Storbritanniens ambassadör i Uzbekistan Craig Murray den uzbekiska Karimovregimen för att ha mördat den oppositionelle journalisten Mufazar Avazov genom kokning, sedan en brittisk patolog fastställt bilder på den döde Avazovs skador som identiska med dem som åsamkas genom kokning.